# Loch Ruthven
Loch Ruthven är en sjö i Storbritannien.   Den ligger i kommunen Highland och riksdelen Skottland, i den norra delen av landet, 700 km norr om huvudstaden London. Loch Ruthven ligger 314 meter över havet.  I omgivningarna runt Loch Ruthven växer i huvudsak blandskog.